# Canton de Saint-Rome-de-Tarn
Le canton de Saint-Rome-de-Tarn est une ancienne division administrative française située dans le département de l'Aveyron et la région Midi-Pyrénées.

## Géographie
Ce canton était organisé autour de Saint-Rome-de-Tarn dans l'arrondissement de Millau. Son altitude variait de 220 m (Brousse-le-Château) à 983 m (Ayssènes) pour une altitude moyenne de 457 m.

## Représentation

### Conseillers généraux de 1833 à 2015
| Période                                  | Période           | Identité                                   | Étiquette                    | Qualité |
| ---------------------------------------- | ----------------- | ------------------------------------------ | ---------------------------- | --- |
| 1833                                     | 1839              | Jean Auguste de Barrau (1792-1848)         |                              | Ancien officier Propriétaire à Saint-Sauveur-du-Larzac |
| 1839                                     | 1871              | Victor Thomas-Joly de Cabanous (1797-1882) |                              | Avocat à Saint-Affrique et à Saint-Rome-de-Tarn |
| 1871                                     | 1871 (annulation) | Gabriel Alexandre Jugla (1809-1874)        | Républicain                  | Chef de bureau au Ministère de l'Intérieur Propriétaire à Saint-Félix-de-Sorgues |
| 1871                                     | 1880              | Frédéric Léon Alexandre Bec                | Droite                       | Propriétaire et notaire à Broquiès |
| 1880                                     | 1902 (décès)      | Paul Fournol                               | Républicain                  | Propriétaire terrien, ancien Sous-Préfet Maire de Saint-Jean-d'Alcapiès Député (1893-1902) |
| 1903                                     | 1919              | Étienne Fournol (neveu du précédent)       | Rad.                         | Directeur au ministère des Travaux publics Maire de Saint-Jean-d'Alcapiès Député (1909-1914) |
| 1919                                     | 1928              | Édouard de Castelnau                       | Droite (Ligue des patriotes) | Général Député (1919-1924) |
| 1928                                     | 1934              | Gustave Lucien Valentin                    | Conservateur                 | Médecin à Saint-Affrique |
| 1934                                     | 1940              | Jean-Baptiste Portalier                    | Rad.                         | Négociant Premier adjoint au Maire de Saint-Affrique |
|                                          |                   |                                            |                              | |
| 1943                                     | 1945              | Jean Thomas                                |                              | Conseiller d'arrondissement, maire des Costes-Gozon Nommé conseiller départemental en 1943 |
|                                          |                   |                                            |                              | |
| 1945                                     | 1958              | Joseph Laussel                             | DVD                          | Propriétaire-agriculteur à Caumillou, par Les Costes-Gozon |
| 1958                                     | 1970              | Maurice Montrozier (1905-1997)             | SFIO                         | Négociant, garagiste Maire de Saint-Victor-et-Melvieu |
| 1970                                     | 1985 (décès)      | Jean Barrau                                | DVD                          | Médecin - Maire de Lestrade-et-Thouels (1965-1985) |
| 1985                                     | 1994              | Gérard Laussel                             | app. UDF                     | Chef d'entreprise, Les Costes-Gozon |
| 1994                                     | 2015              | Alain Marc                                 | UDF puis UMP-PR              | Retraité de l'enseignement en occitan Suppléant du député Jacques Godfrain (2002-2007) Député de l'Aveyron (2007-2014) Premier Vice-Président du Conseil Général Conseiller municipal d'Ayssènes (2001-2004) Sénateur depuis 2014 |
| Les données manquantes sont à compléter. |                   |                                            |                              | |

### Résultats électoraux détaillés
- Élections cantonales de 2001 : Alain Marc (UDF) est élu au premier tour avec 89,78 % des suffrages exprimés, devant Serge Flèche (PCF) (10,22 %). Le taux de participation est de 90,43 % (2 495 votants sur 2 759 inscrits)[7].
- Élections cantonales de 2008 : Alain Marc (UMP) est élu au premier tour avec 75,37 % des suffrages exprimés, devant Lionel Bosc (PS) (17,92 %) et Serge  Flèche (PCF) (6,71 %). Le taux de participation est de 88,48 % (2 358 votants sur 2 665 inscrits)[8].

### Conseillers d'arrondissement (de 1833 à 1940)
Le canton de Saint-Rome appartenait à l'arrondissement de Saint-Affrique jusqu'à sa disparition en 1926.
Il avait deux conseillers d'arrondissement à partir de 1892.
| Période                                  | Période      | Identité                                         | Étiquette       | Qualité |
| ---------------------------------------- | ------------ | ------------------------------------------------ | --------------- | --- |
| 1833                                     | 1848         | Clément Victor Brengues (1770-1863)              |                 | Médecin à Saint-Rome, ancien maire (1796-1800)                                                              |
| 1848                                     | 1864         | Auguste Brengues                                 |                 | Médecin, ancien maire de Saint-Rome (1840-1848)                                                             |
| 1864                                     | 1871         | Amédée Birot                                     |                 | Maire de Saint-Rome-de-Tarn (1848-1870)                                                                     |
| 1871                                     | 1895         | M. Brengues                                      |                 | Propriétaire à Saint-Rome-de-Tarn                                                                           |
| 1892                                     | 1901         | Daniel Niel                                      |                 | Notaire à Saint-Rome-de-Tarn                                                                                |
| 1895                                     | 1901         | Louis Brengues (1854-1927)                       | Union nationale | Cultivateur à Broquiès                                                                                      |
| 1901                                     | 1907         | Henri Fabre                                      |                 | Docteur-médecin, maire de Saint-Rome-de-Tarn de 1892 à 1926                                                 |
| 1901                                     | 1935 (décès) | Alphonse Singla                                  | Libéral         | Cultivateur à Fontcouverte, Saint-Rome-de-Tarn                                                              |
| 1913                                     | 1931         | Léopold Brengues (1900-1989, fils de L.Brengues) | Droite          | Propriétaire agriculteur au Mas d'Azou, à La Cazotte, Broquiès                                              |
| 1931                                     | 1940         | Jean Thomas                                      | PSF             | Maire des Costes-Gozon                                                                                      |
| 1935                                     | 1940         | Léopold Brengues                                 | Droite          | Propriétaire agriculteur au Mas d'Azou, à La Cazotte, Broquiès                                              |
| 1940                                     |              |                                                  |                 | Les conseils d'arrondissement ont été suspendus par la loi du 12 octobre 1940 et n'ont jamais été réactivés |
| Les données manquantes sont à compléter. |              |                                                  |                 | |

## Composition
Le canton de Saint-Rome-de-Tarn, d'une superficie de 236 km2, était composé de huit communes
.
| Nom                            | Code Insee | Intercommunalité                    | Superficie (km2) | Population (dernière pop. légale) | Densité (hab./km2) |
| ------------------------------ | ---------- | ----------------------------------- | ---------------- | --------------------------------- | ------------------ |
| Saint-Rome-de-Tarn (chef-lieu) | 12244      | CC de la Muse et des Raspes du Tarn | 52,06            | 867 (2014)                        | 17                 |
| Ayssènes                       | 12017      | CC de la Muse et des Raspes du Tarn | 23,14            | 212 (2014)                        | 9,2                |
| Broquiès                       | 12037      | CC de la Muse et des Raspes du Tarn | 37,99            | 602 (2014)                        | 16                 |
| Brousse-le-Château             | 12038      | CC de la Muse et des Raspes du Tarn | 15,54            | 155 (2014)                        | 10                 |
| Les Costes-Gozon               | 12078      | CC de la Muse et des Raspes du Tarn | 20,33            | 179 (2014)                        | 8,8                |
| Lestrade-et-Thouels            | 12129      | CC de la Muse et des Raspes du Tarn | 42,27            | 481 (2014)                        | 11                 |
| Saint-Victor-et-Melvieu        | 12251      | CC de la Muse et des Raspes du Tarn | 17,91            | 379 (2014)                        | 21                 |
| Le Truel                       | 12284      | CC de la Muse et des Raspes du Tarn | 26,48            | 343 (2014)                        | 13                 |

## Démographie

### Évolution démographique
| 1962  | 1968  | 1975  | 1982  | 1990  | 1999  | 2006  | 2011  | 2012  |
| ----- | ----- | ----- | ----- | ----- | ----- | ----- | ----- | ----- |
| 4 807 | 4 259 | 3 720 | 3 546 | 3 203 | 3 108 | 3 174 | 3 224 | 3 234 |

### Âge de la population
La pyramide des âges, à savoir la répartition par sexe et âge de la population, du canton de Saint-Rome-de-Tarn en 2009 ainsi que, comparativement, celle du département de l'Aveyron la même année sont représentées avec les graphiques ci-dessous.
La population du canton comporte 49,7 % d'hommes et 50,3 % de femmes. Elle présente en 2009 une structure par grands groupes d'âge plus âgée que celle de la France métropolitaine. 
Il existe en effet 53 jeunes de moins de 20 ans pour cent personnes de plus de 60 ans, alors que pour la France l'indice de jeunesse, qui est égal à la division de la part des moins de 20 ans par la part des plus de 60 ans, est de 1,06. L'indice de jeunesse du canton est également inférieur à celui  du département (0,67) et à celui de la région (0,89).
| Hommes | Classe d’âge | Femmes |
| ------ | ------------ | ------ |
| 0,4    | 90 ans ou +  | 2,5    |
| 13,0   | 75 à 89 ans  | 16,6   |
| 20,0   | 60 à 74 ans  | 19,8   |
| 22,5   | 45 à 59 ans  | 19,0   |
| 17,8   | 30 à 44 ans  | 16,5   |
| 12,0   | 15 à 29 ans  | 10,9   |
| 14,4   | 0 à 14 ans   | 14,8   |

| Hommes | Classe d’âge | Femmes |
| ------ | ------------ | ------ |
| 0,6    | 90 ans ou +  | 1,7    |
| 10,2   | 75 à 89 ans  | 14,2   |
| 16,9   | 60 à 74 ans  | 17,5   |
| 21,6   | 45 à 59 ans  | 20,3   |
| 18,9   | 30 à 44 ans  | 17,8   |
| 15,1   | 15 à 29 ans  | 13,4   |
| 16,7   | 0 à 14 ans   | 15,1   |